# Hôtel Sheraton Grand Conakry
L'Hôtel Sheraton Grand Conakry est un hôtel de luxe situé dans le quartier de Kipé, dans la commune de Ratoma, à Conakry, en Guinée. Il est situé à proximité du complexe Plaza Diamond.

## Histoire
Alors que la présence de Sheraton en Afrique remonte à 1971, cet hôtel, dû l'agence d'architectes Ganti & Associates Inc, ouvre ses portes en 2016. Un conflit avec les travailleurs entraîne sa fermeture temporaire fin 2021,, sous pretexte de travaux, et le licenciement de deux leaders syndicaux,.  En 2022, le ministère du Tourisme et de l'Artisanat prend la décision de lui retirer son permis d'exploitation, s'opposant aux souhaits des employés qui souhaitent sa réouverture.

## Bars et restaurants

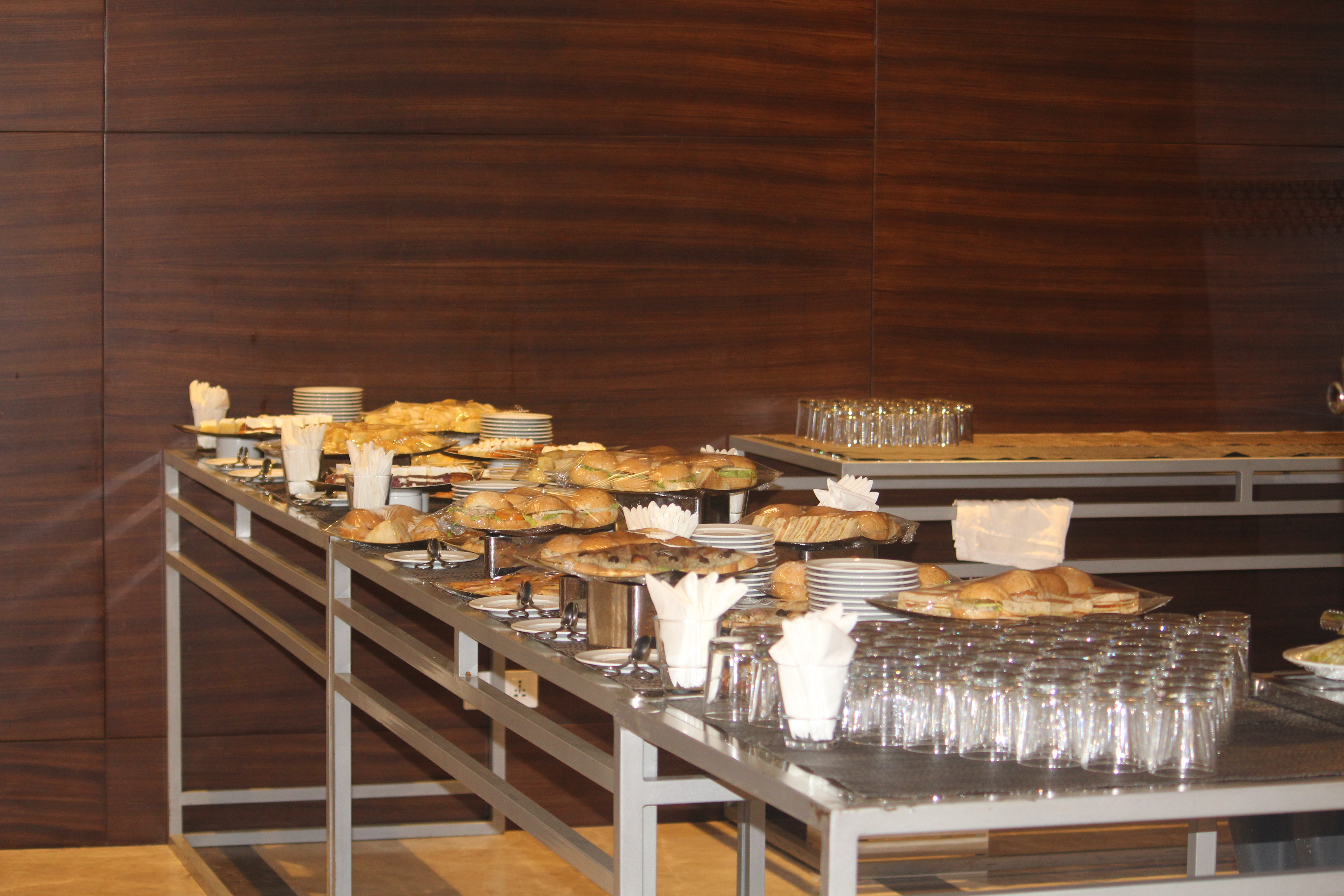
Petit buffet à l'hôtel.

## Événements
- La salle des banquets accueille les plus grands sommets du pays[9]

- Troisième édition de la cérémonie Katala 224 en 2019[10]
- Cérémonie de Miss Guinée 2019[11]

## Fermeture
Le 5 avril 2022, l'hôtel a été fermé par les autorités guinéennes.